# タンガ

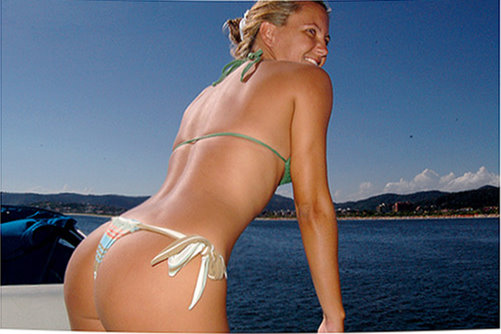
タンガ水着（G-string）

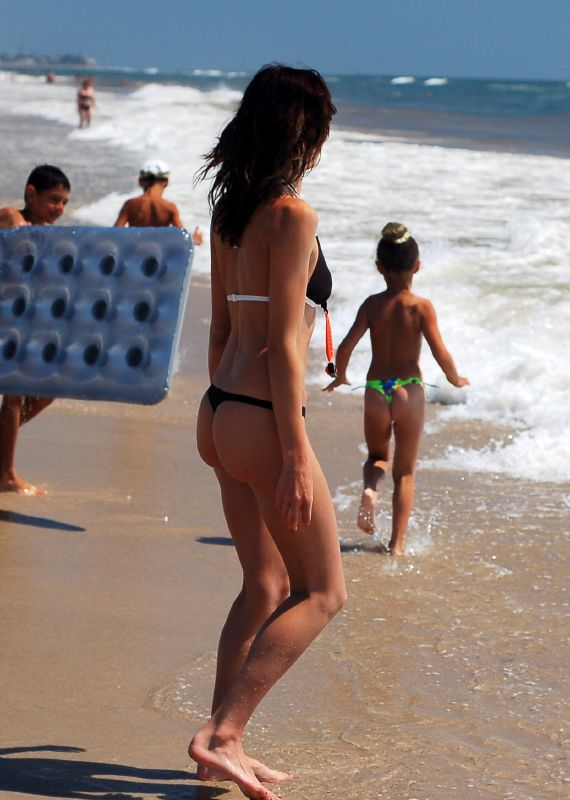
ビーチでタンガを着用した女性

タンガ（ポルトガル語: Tanga）とは、元々、ブラジルの先住民族であるインディオの女性などが身につけていた腰巻のことと言われる。
ブラジルのリオのカーニバルなど、サンバカーニバルにおいて、パシスタなど女性のダンサーが着用する衣装を総称してタンガというようになった。

## 概要
元々のタンガはアマゾン川に生息するナマズのカンディルの1種などが体内に侵入して食い荒らすのを防ぐために作られた陶器製の物で美術品としても民具としても価値が非常に高い。
近年、ようやく日本で下着の一種としても呼ばれるようになり、フロントとバックがV字型にカットされ、サイドはひも状にデザインされている。フロントはアンダーヘアを覆う程度のデザインになっており、バックもサイドの幅が狭くなっているのが特徴である。
タンガは、ソング（thong）、Gストリング（G-string）と同義にしばしば用いられる。北欧や欧米、ヨーロッパをはじめ、海外ではソングと並んで、いわゆるTバック下着類や水着類の総称となっていて、非常にごく一般的である。
お尻（臀部）の丸みがきれいに出て、ショーツラインやブリーフラインがアウターに響きにくいことから、フィット素材の細身のパンツの下に着用されることが多い。ソングより、繊細でエレガントなデザインになっている。
ブラジルでは、ヒモ状で特に細いものを、「Fio-Dental（フィオ・デンタゥ、糸楊枝のこと）」と呼ぶことがある。